# لوکلرکویل، کبک
لوکلرکویل (به فرانسوی: Leclercville) شهری در منطقه شهری لوتبینییر ناحیه شودییر-آپالاش در استان کبک کانادا است. در سرشماری سال ۲۰۱۱ این شهر ۵۵۹ نفر جمعیت داشته‌است و مساحت آن ۱۳۵٫۴ کیلومتر مربع است.